# Тартуское викариатство
Тартуское викариатство — викариатство Таллинской епархии Эстонской православной церкви с центром в городе Тарту, в Эстонии.

## История
Юрьевская епархия Русской Православной Церкви была учреждена в 1570 году в Юрьеве Ливонском (ныне Тарту) как независимая кафедра. Упразднена в 1582 году после поражения России в Ливонской войне, когда Ливония была разделена между Речью Посполитой и Швецией, а большинство православного духовенства и верующих во главе с епископом ушли в Россию.
29 января 2024 года Синод Эстонской православной церкви принял решение возобновить Тартускую епископскую кафедру и избрал настоятеля храма великомучника Георгия в Тарту протоиерея Даниила Леписка епископом Тартуским, викарием Таллинской епархии. 3 февраля 2024 года избрание было утверждено Священным синодом Русской православной церкви.

## Епископы
Юрьевская епархия Русской православной церкви
- Корнилий (август 1570 — 5 февраля 1577)
- Савва (20 декабря 1578 — 24 февраля 1582)

Тартуское викариатство Эстонской православной церкви
- Даниил (Леписк) (с 4 февраля 2024)